# Тиримиоара (Муреш)
Тиримиоара (рум. Tirimioara) насеље је у Румунији у округу Муреш у општини Крачунешти. Oпштина се налази на надморској висини од 314 m.

## Становништво
Према подацима из 2002. године у насељу је живело 162 становника.

### Попис2002.
| Расподела становништва по националности 2002.‍ | Расподела становништва по националности 2002.‍ | Расподела становништва по националности 2002.‍ | Расподела становништва по националности 2002.‍ | Расподела становништва по националности 2002.‍ |
| --------------------------------------------- | --------------------------------------------- | --------------------------------------------- | --------------------------------------------- | --------------------------------------------- |
|                                               |                                               |                                               |                                               |                                               |
| Румуни                                        | Румуни                                        |                                               | 52                                            | 32,1%                                         |
| Мађари                                        | Мађари                                        |                                               | 110                                           | 67,9%                                         |